# Kazachstan na Letnich Igrzyskach Olimpijskich 2016

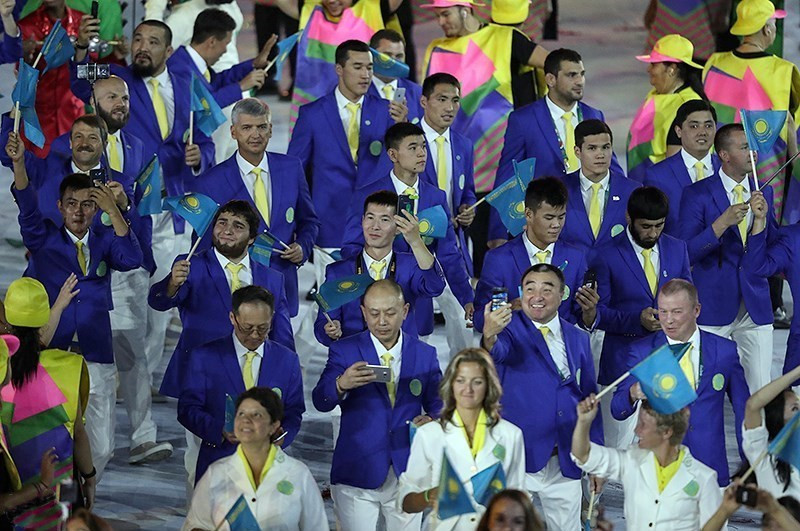
Reprezentanci Kazachstanu podczas ceremonii otwarcia igrzysk

Kazachstan na Letnich Igrzyskach Olimpijskich 2016 – występ kadry sportowców reprezentujących Kazachstan na igrzyskach olimpijskich w Rio de Janeiro. Reprezentacja liczyła 101 zawodników – 55 mężczyzn i 46 kobiet.
Był to szósty start reprezentacji Kazachstanu na letnich igrzyskach olimpijskich.

## Zdobyte medale
| Medal  | Zawodnik                | Dyscyplina           | Konkurencja             | Rezultat                                                                                      | Data        | Źródło               |
| ------ | ----------------------- | -------------------- | ----------------------- | --------------------------------------------------------------------------------------------- | ----------- | -------------------- |
| Złoto  | Nicat Rəhimov           | Podnoszenie ciężarów | waga do 77 kg           | 379 kg                                                                                        | 10 sierpnia | [ 2 ] [ 3 ] [ 4 ]    |
| Złoto  | Dmitrij Bałandin        | Pływanie             | 200 m stylem klasycznym | 2:07,46                                                                                       | 10 sierpnia | [ 5 ] [ 6 ]          |
| Złoto  | Danijar Jeleusinow      | Boks                 | waga półśrednia         | W finale pokonał reprezentanta Uzbekistanu Shaxram Giyasova 3:0                               | 17 sierpnia | [ 7 ] [ 8 ] [ 9 ]    |
| Srebro | Jełdos Smietow          | Judo                 | waga do 60 kg           | W finale przegrał z reprezentantem Rosji Biesłan Mudranowem 000:010                           | 6 sierpnia  | [ 10 ] [ 11 ] [ 12 ] |
| Srebro | Żazira Żapparkuł        | Podnoszenie ciężarów | waga do 69 kg           | 259 kg                                                                                        | 10 sierpnia | [ 2 ] [ 13 ] [ 14 ]  |
| Srebro | Wasilij Lewit           | Boks                 | waga ciężka             | W finale przegrał z reprezentantem Rosji Jewgienijem Tiszczenko 0:3                           | 15 sierpnia | [ 15 ] [ 16 ] [ 17 ] |
| Srebro | Ädylbek Nijazymbetow    | Boks                 | waga półciężka          | W finale przegrał z reprezentantem Kuby Julio de la Cruzem 0:3                                | 18 sierpnia | [ 18 ] [ 19 ] [ 20 ] |
| Srebro | Giuzel Maniurowa        | Zapasy               | waga do 75 kg           | W finale przegrała z reprezentantką Kanady Ericą Wiebe 0:3                                    | 18 sierpnia | [ 21 ] [ 22 ] [ 23 ] |
| Brąz   | Galbadrachyn Otgonceceg | Judo                 | waga do 48 kg           | W pojedynku o brązowy medal pokonała reprezentantkę Kuby Dayaris Mestre 100:000               | 6 sierpnia  | [ 10 ] [ 24 ] [ 25 ] |
| Brąz   | Farchad Charki          | Podnoszenie ciężarów | waga do 62 kg           | 305 kg                                                                                        | 8 sierpnia  | [ 2 ] [ 26 ] [ 27 ]  |
| Brąz   | Karina Goriczewa        | Podnoszenie ciężarów | waga do 63 kg           | 243 kg                                                                                        | 9 sierpnia  | [ 2 ] [ 28 ] [ 29 ]  |
| Brąz   | Olga Rypakowa           | Lekkoatletyka        | trójskok                | 14,74                                                                                         | 14 sierpnia | [ 30 ] [ 31 ] [ 32 ] |
| Brąz   | Aleksandr Zajczikow     | Podnoszenie ciężarów | waga do 105 kg          | 416 kg                                                                                        | 15 sierpnia | [ 2 ] [ 33 ] [ 34 ]  |
| Brąz   | Elmira Syzdykowa        | Zapasy               | waga do 69 kg           | W pojedynku o brązowy medal pokonała reprezentantkę Egiptu Inas Mustafa Jusuf 7:4             | 17 sierpnia | [ 35 ] [ 36 ] [ 37 ] |
| Brąz   | Jekatierina Łarionowa   | Zapasy               | waga do 63 kg           | W pojedynku o brązowy medal pokonała reprezentantkę Stanów Zjednoczonych Eleną Pirozhkova 4:3 | 18 sierpnia | [ 38 ] [ 39 ] [ 40 ] |
| Brąz   | Iwan Dyczko             | Boks                 | waga superciężka        | W półfinale przegrał z reprezentantem Wielkiej Brytanii Joem Joyce’em 0:3                     | 19 sierpnia | [ 41 ] [ 42 ] [ 43 ] |
| Brąz   | Dariga Szakimowa        | Boks                 | waga półciężka          | W półfinale przegrała z reprezentantką Stanów Zjednoczonych Claressą Shields 0:3              | 19 sierpnia | [ 44 ] [ 45 ] [ 46 ] |

## Reprezentanci

### Boks
Mężczyźni
| Zawodnik             | Konkurencja          | 1/16             | 1/8               | Ćwierćfinał        | Półfinał         | Finał            | Finał   | Źródło               |
| Zawodnik             | Konkurencja          | Przeciwnik Wynik | Przeciwnik Wynik  | Przeciwnik Wynik   | Przeciwnik Wynik | Przeciwnik Wynik | Miejsce | Źródło               |
| -------------------- | -------------------- | ---------------- | ----------------- | ------------------ | ---------------- | ---------------- | ------- | -------------------- |
| Byrżan Żakypow       | waga papierowa       | BYE              | Hamunyela W 3-0   | Do‘smatov P 0-3    | NQ               | NQ               | 5.      | [ 47 ] [ 48 ] [ 49 ] |
| Ołżas Sattybajew     | waga musza           | Cintrón W 2-1    | Məmişzadə P 0-3   | NQ                 | NQ               | NQ               | 9.      | [ 50 ] [ 51 ] [ 52 ] |
| Kajrat Jeralijew     | waga kogucia         | Chalabiyev W 2-1 | Axmadaliyev P 0-3 | NQ                 | NQ               | NQ               | 9.      | [ 53 ] [ 54 ] [ 55 ] |
| Bierik Abdrachmanow  | waga lekka           | Balderas P 0-3   | NQ                | NQ                 | NQ               | NQ               | 17.     | [ 56 ] [ 57 ] [ 58 ] |
| Abłajchan Żusupow    | waga lekkopółśrednia | Balderas P 1-2   | NQ                | NQ                 | NQ               | NQ               | 17.     | [ 59 ] [ 60 ] [ 61 ] |
| Danijar Jeleusinow   | waga półśrednia      | BYE              | Kelly W 3-0       | Maestre W 3-0      | Cissokho W 3-0   | Giyasov W 3-0    | 1.      | [ 7 ] [ 8 ] [ 9 ]    |
| Żanibiek Alimchanuły | waga średnia         | Fowler W 3-0     | Abbadi W 3-0      | Szachsuwarły P 1-2 | NQ               | NQ               | 5.      | [ 62 ] [ 63 ] [ 64 ] |
| Ädylbek Nijazymbetow | waga półciężka       | BYE              | Dauhalawiec W 3-0 | Məmmədov W 3-0     | Buatsi W 3-0     | de la Cruz P 0-3 | 2.      | [ 18 ] [ 19 ] [ 20 ] |
| Wasilij Lewit        | waga ciężka          | NQ               | Yu W TKO          | St-Pierre W 3-0    | Savón W 3-0      | Tiszczenko P 0-3 | 2.      | [ 15 ] [ 16 ] [ 17 ] |
| Iwan Dyczko          | waga superciężka     | NQ               | Məcidov W 3-0     | Ajagba W 3-0       | Joyce P 0-3      | NQ               | 3.      | [ 41 ] [ 42 ] [ 43 ] |

Kobiety
| Zawodniczka          | Konkurencja  | 1/8                 | Ćwierćfinał         | Półfinał            | Finał               | Finał   | Źródło               |
| Zawodniczka          | Konkurencja  | Przeciwniczka Wynik | Przeciwniczka Wynik | Przeciwniczka Wynik | Przeciwniczka Wynik | Miejsce | Źródło               |
| -------------------- | ------------ | ------------------- | ------------------- | ------------------- | ------------------- | ------- | -------------------- |
| Żajna Szekierbiekowa | waga musza   | BYE                 | Ourahmoune P 0-3    | NQ                  | NQ                  | 5.      | [ 65 ] [ 66 ] [ 67 ] |
| Dariga Szakimowa     | waga średnia | Fortin W 2-1        | El-Mardi W 3-0      | Shields P 0-3       | NQ                  | 3.      | [ 44 ] [ 45 ] [ 46 ] |

### Gimnastyka

#### Gimnastyka artystyczna
| Zawodniczka        | Konkurencja           | Eliminacje | Eliminacje | Eliminacje | Eliminacje | Eliminacje | Eliminacje | Finał    | Finał    | Finał    | Finał    | Finał | Finał   | Źródło        |
| Zawodniczka        | Konkurencja           | Przyrząd   | Przyrząd   | Przyrząd   | Przyrząd   | Razem      | Miejsce    | Przyrząd | Przyrząd | Przyrząd | Przyrząd | Razem | Miejsce | Źródło        |
| Zawodniczka        | Konkurencja           | H          | B          | C          | R          | Razem      | Miejsce    | H        | B        | C        | R        | Razem | Miejsce | Źródło        |
| ------------------ | --------------------- | ---------- | ---------- | ---------- | ---------- | ---------- | ---------- | -------- | -------- | -------- | -------- | ----- | ------- | ------------- |
| Sabina Aszyrbajewa | wielobój indywidualny | 17,183     | 17,283     | 17,400     | 17,366     | 69,232     | 12.        | NQ       | NQ       | NQ       | NQ       | NQ    | NQ      | [ 68 ] [ 69 ] |

#### Skoki na trampolinie
Mężczyźni
| Zawodnik         | Konkurencja   | Kwalifikacje      | Kwalifikacje  | Kwalifikacje | Kwalifikacje | Finał    | Finał     | Finał | Finał | Finał   | Źródło        |
| Zawodnik         | Konkurencja   | Układ obowiązkowy | Układ dowolny | Razem        | Miejsce      | Trudność | Wykonanie | Lot   | Razem | Miejsce | Źródło        |
| ---------------- | ------------- | ----------------- | ------------- | ------------ | ------------ | -------- | --------- | ----- | ----- | ------- | ------------- |
| Pirmammad Alijew | indywidualnie | 48,375            | 57,515        | 105,890      | 12.          | NQ       | NQ        | NQ    | NQ    | NQ      | [ 70 ] [ 71 ] |

### Judo
Mężczyźni
| Zawodnik        | Konkurencja | 1/32               | 1/16                 | 1/8                | Ćwierćfinał         | Półfinał          | Repasaże         | Finał/BM           | Finał/BM | Źródło               |
| Zawodnik        | Konkurencja | Przeciwnik Wynik   | Przeciwnik Wynik     | Przeciwnik Wynik   | Przeciwnik Wynik    | Przeciwnik Wynik  | Przeciwnik Wynik | Przeciwnik Wynik   | Pozycja  | Źródło               |
| --------------- | ----------- | ------------------ | -------------------- | ------------------ | ------------------- | ----------------- | ---------------- | ------------------ | -------- | -------------------- |
| Jełdos Smietow  | - 60 kg     | BYE                | El-Kawisah W 100-000 | McKenzie W 001-000 | Urozboyev W 001-000 | Səfərov W 010-000 | BYE              | Mudranow P 000-010 | 2.       | [ 10 ] [ 11 ]        |
| Żansaj Smagułow | - 66 kg     | Lefevere W 000-000 | An P 000-110         | NQ                 | NQ                  | NQ                | NQ               | NQ                 | NQ       | [ 10 ] [ 72 ] [ 73 ] |
| Didar Chamza    | - 73 kg     | Njie W 002-000     | Orujov P 000-000     | NQ                 | NQ                  | NQ                | NQ               | NQ                 | NQ       | [ 10 ] [ 74 ] [ 75 ] |
| Maksim Rakow    | - 100 kg    | BYE                | Minaškin W 000-000   | Krpálek P 000-000  | NQ                  | NQ                | NQ               | NQ                 | NQ       | [ 10 ] [ 76 ] [ 77 ] |

Kobiety
| Zawodniczka             | Konkurencja | 1/16                | 1/8                 | Ćwierćfinał         | Półfinał            | Repasaż                | Finał/BM            | Finał/BM | Źródło               |
| Zawodniczka             | Konkurencja | Przeciwniczka Wynik | Przeciwniczka Wynik | Przeciwniczka Wynik | Przeciwniczka Wynik | Przeciwniczka Wynik    | Przeciwniczka Wynik | Pozycja  | Źródło               |
| ----------------------- | ----------- | ------------------- | ------------------- | ------------------- | ------------------- | ---------------------- | ------------------- | -------- | -------------------- |
| Galbadrachyn Otgonceceg | - 48 kg     | BYE                 | Lima W 102-000      | Kondo P 010-100     | NQ                  | Csernoviczki W 100-000 | Mestre W 100-000    | 3.       | [ 10 ] [ 24 ] [ 25 ] |
| Marian Urdajewa         | - 63 kg     | Yang P 000-100      | NQ                  | NQ                  | NQ                  | NQ                     | NQ                  | NQ       | [ 10 ] [ 78 ] [ 79 ] |

### Kajakarstwo

#### Kajakarstwo górskie
Kobiety
| Zawodniczka          | Konkurencja | Eliminacje | Eliminacje | Eliminacje | Eliminacje | Eliminacje | Eliminacje | Półfinał | Półfinał | Finał | Finał   | Źródło        |
| Zawodniczka          | Konkurencja | Zjazd 1    | Miejsce    | Zjazd 2    | Miejsce    | Najlepszy  | Miejsce    | Czas     | Miejsce  | Czas  | Miejsce | Źródło        |
| -------------------- | ----------- | ---------- | ---------- | ---------- | ---------- | ---------- | ---------- | -------- | -------- | ----- | ------- | ------------- |
| Jekatierina Smirnowa | K-1         | 127,64     | 19.        | 119,80     | 14.        | 119,80     | 19.        | NQ       | NQ       | NQ    | NQ      | [ 80 ] [ 81 ] |

#### Kajakarstwo klasyczne
Mężczyźni
| Zawodnik                                                                  | Konkurencje | Eliminacje | Eliminacje | Półfinał | Półfinał | Finał    | Finał   | Pozycja | Źródło               |
| Zawodnik                                                                  | Konkurencje | Czas       | Miejsce    | Czas     | Miejsce  | Czas     | Miejsce | Pozycja | Źródło               |
| ------------------------------------------------------------------------- | ----------- | ---------- | ---------- | -------- | -------- | -------- | ------- | ------- | -------------------- |
| Timur Chadarow                                                            | C-1 200 m   | 40,492     | 4. SF A/B  | 41,079   | 5. FB    | 40,549   | 6.      | 14.     | [ 82 ] [ 83 ] [ 84 ] |
| Timur Chadarow                                                            | C-1 1000 m  | 4:30,030   | 6. SF A/B  | 5:33,919 | 8. FB    | NQ       | NQ      | 18.     | [ 85 ] [ 86 ] [ 84 ] |
| Aleksiej Diergunow                                                        | K-1 200 m   | 36,647     | 8.         | NQ       | NQ       | NQ       | NQ      | 21.     | [ 87 ] [ 88 ] [ 84 ] |
| Ilja Golendow                                                             | K-1 1000 m  | 3:37,953   | 7.         | NQ       | NQ       | NQ       | NQ      | 18.     | [ 89 ] [ 90 ] [ 84 ] |
| Siergiej Tokarnicki Andriej Jerguczew                                     | K-2 200 m   | 33,807     | 5. SF A/B  | 35,151   | 5. FB    | 35,427   | 4.      | 12.     | [ 91 ] [ 92 ] [ 84 ] |
| Jewgienij Aleksiejew Aleksiej Diergunow                                   | K-2 1000 m  | 3:30,433   | 6. SF A/B  | 3:18,858 | 4. FB    | 3:20,827 | 3.      | 11.     | [ 93 ] [ 94 ] [ 84 ] |
| Ilja Golendow Siergiej Tokarnicki Andriej Jerguczew Aleksandr Jemielianow | K-4 1000 m  | 3:04,883   | 5. SF A/B  | 3:00,592 | 4. FB    | 3:08,715 | 2.      | 10.     | [ 95 ] [ 96 ] [ 84 ] |

Kobiety
| Zawodniczka                                                     | Konkurencje | Eliminacje | Eliminacje | Półfinał | Półfinał | Finał    | Finał   | Pozycja | Źródło                 |
| Zawodniczka                                                     | Konkurencje | Czas       | Miejsce    | Czas     | Miejsce  | Czas     | Miejsce | Pozycja | Źródło                 |
| --------------------------------------------------------------- | ----------- | ---------- | ---------- | -------- | -------- | -------- | ------- | ------- | ---------------------- |
| Inna Klimowa                                                    | K-1 200 m   | 41,030     | 4. SF A/B  | 40,381   | 3. FA    | 41,521   | 8.      | 8.      | [ 97 ] [ 98 ] [ 99 ]   |
| Zoja Ananczenko                                                 | K-1 500 m   | 1:58,136   | 5. SF A/B  | 2:01,660 | 7.       | NQ       | NQ      | 18.     | [ 100 ] [ 101 ] [ 99 ] |
| Natalia Siergjewa Irina Podonikowa                              | K-2 500 m   | 1:45,369   | 3. SF A/B  | 1:43,577 | 3. FA    | 1:48,361 | 7.      | 7.      | [ 102 ] [ 103 ] [ 99 ] |
| Inna Klimowa Irina Podonikowa Natalia Siergjewa Zoja Ananczenko | K-4 500 m   | 1:36,127   | 4. SF A/B  | 1:37,423 | 5. FB    | 1:39,419 | 2.      | 10.     | [ 104 ] [ 105 ] [ 99 ] |

### Kolarstwo

#### Kolarstwo szosowe
Mężczyźni
| Zawodnik            | Konkurencja                | Czas       | Miejsce | Źródło                  |
| ------------------- | -------------------------- | ---------- | ------- | ----------------------- |
| Bachtijar Kozatajew | Wyścig ze startu wspólnego | 6:30:05    | 61.     | [ 106 ] [ 107 ] [ 108 ] |
| Andriej Zejc        | Wyścig ze startu wspólnego | 6:10:30    | 8.      | [ 106 ] [ 107 ] [ 108 ] |
| Andriej Zejc        | Jazda indywidualna na czas | 1:18:47,63 | 24.     | [ 106 ] [ 109 ] [ 110 ] |

#### Kolarstwo torowe
Omnium
| Zawodnik        | Konkurencja | Okrążenie start lotny | Okrążenie start lotny | Okrążenie start lotny | Wyścig punktowy | Wyścig punktowy | Wyścig eliminacyjny | Wyścig eliminacyjny | Wyścig na dochodzenie | Wyścig na dochodzenie | Wyścig na dochodzenie | Scratch | Scratch | Wyścig czasowy | Wyścig czasowy | Wyścig czasowy | Suma punktów | Pozycja | Źródło                  |
| Zawodnik        | Konkurencja | Czas                  | M.                    | Pkt.                  | Pkt.            | M.              | Pkt.                | Miejsce             | Czas                  | Miejsce               | Pkt.                  | M.      | Pkt.    | Czas           | M.             | Pkt.           | Suma punktów | Pozycja | Źródło                  |
| --------------- | ----------- | --------------------- | --------------------- | --------------------- | --------------- | --------------- | ------------------- | ------------------- | --------------------- | --------------------- | --------------------- | ------- | ------- | -------------- | -------------- | -------------- | ------------ | ------- | ----------------------- |
| Artiom Zacharow | mężczyźni   | 13,446                | 13.                   | 16                    | 7               | 8.              | 32                  | 5.                  | 4:32,503              | 15.                   | 12                    | 12.     | 22      | 1:03,941       | 10.            | 22             | 111          | 10.     | [ 111 ] [ 112 ] [ 113 ] |

### Lekkoatletyka
Mężczyźni
| Zawodnik         | Konkurencja                | Eliminacje | Eliminacje | Półfinał | Półfinał | Finał   | Finał   | Źródło                  |
| Zawodnik         | Konkurencja                | Wynik      | Miejsce    | Wynik    | Miejsce  | Wynik   | Miejsce | Źródło                  |
| ---------------- | -------------------------- | ---------- | ---------- | -------- | -------- | ------- | ------- | ----------------------- |
| Dmitrij Koblow   | bieg na 400 m przez płotki | 49,87      | 33.        | NQ       | NQ       | NQ      | NQ      | [ 114 ] [ 115 ] [ 116 ] |
| Michaił Krasiłow | maraton                    | —          | —          | —        | —        | 2:26:11 | 100.    | [ 117 ] [ 118 ] [ 119 ] |
| Gieorgij Szejko  | chód na 20 km              | —          | —          | —        | —        | 1:23:31 | 34.     | [ 120 ] [ 121 ] [ 122 ] |

| Zawodnik          | Konkurencja    | Eliminacje | Eliminacje | Finał    | Finał   | Źródło                  |
| Zawodnik          | Konkurencja    | Rezultat   | Miejsce    | Rezultat | Miejsce | Źródło                  |
| ----------------- | -------------- | ---------- | ---------- | -------- | ------- | ----------------------- |
| Roman Walijew     | trójskok       | NM         | NM         | NQ       | NQ      | [ 123 ] [ 124 ] [ 125 ] |
| Iwan Iwanow       | pchnięcie kulą | 17,38      | 33.        | NQ       | NQ      | [ 126 ] [ 127 ] [ 128 ] |
| Jewgienij Łabutow | rzut dyskiem   | 55,54      | 31.        | NQ       | NQ      | [ 129 ] [ 130 ] [ 131 ] |

Kobiety
| Zawodniczka | Konkurencja                | Eliminacje | Eliminacje | Ćwierćfinał | Ćwierćfinał | Półfinał | Półfinał | Finał   | Finał   | Źródło                  |
| Zawodniczka | Konkurencja                | Wynik      | Miejsce    | Wynik       | Miejsce     | Wynik    | Miejsce  | Wynik   | Miejsce | Źródło                  |
| --- | -------------------------- | ---------- | ---------- | ----------- | ----------- | -------- | -------- | ------- | ------- | ----------------------- |
| Rima Kaszafutdinowa | bieg na 100 m              | BYE        | BYE        | 11,84       | 56.         | NQ       | NQ       | NQ      | NQ      | [ 132 ] [ 133 ] [ 134 ] |
| Olga Safronowa | bieg na 100 m              | BYE        | BYE        | 11,50       | 36.         | NQ       | NQ       | NQ      | NQ      | [ 132 ] [ 133 ] [ 134 ] |
| Olga Safronowa | bieg na 200 m              | 23,29      | 41.        | —           | —           | NQ       | NQ       | NQ      | NQ      | [ 135 ] [ 136 ] [ 137 ] |
| Wiktorija Ziabkina | bieg na 100 m              | BYE        | BYE        | 11,69       | 50.         | NQ       | NQ       | NQ      | NQ      | [ 132 ] [ 133 ] [ 134 ] |
| Wiktorija Ziabkina | bieg na 200 m              | 23,34      | 45.        | —           | —           | NQ       | NQ       | NQ      | NQ      | [ 135 ] [ 136 ] [ 137 ] |
| Anastasija Kudinowa | bieg na 400 m              | DSQ        | DSQ        | —           | —           | NQ       | NQ       | NQ      | NQ      | [ 138 ] [ 139 ] [ 140 ] |
| Elina Michina | bieg na 400 m              | 53,83      | 50.        | —           | —           | NQ       | NQ       | NQ      | NQ      | [ 138 ] [ 139 ] [ 140 ] |
| Margarita Mukaszewa | bieg na 800 m              | 2:00,97    | 30.        | —           | —           | NQ       | NQ       | NQ      | NQ      | [ 141 ] [ 142 ] [ 143 ] |
| Anastasija Pilipienko | bieg na 100 m przez płotki | 13,29      | 39.        | —           | —           | NQ       | NQ       | NQ      | NQ      | [ 144 ] [ 145 ] [ 146 ] |
| Aleksandra Romanowa | bieg na 400 m przez płotki | 59,36      | 43.        | —           | —           | NQ       | NQ       | NQ      | NQ      | [ 147 ] [ 148 ] [ 149 ] |
| Irina Smolnikowa | maraton                    | —          | —          | —           | —           | —        | —        | 3:00:31 | 122.    | [ 150 ] [ 151 ] [ 152 ] |
| Gulżanat Żanatbiek | maraton                    | —          | —          | —           | —           | —        | —        | DNF     | DNF     | [ 150 ] [ 151 ] [ 152 ] |
| Rima Kaszafutdinowa Wiktorija Ziabkina Julija Rachmanowa Olga Safronowa Swietłana Golendowa Anastasija Pilipienko Anastasija Tulapina | sztafeta 4 × 100 m         | DSQ        | DSQ        | —           | —           | —        | —        | NQ      | NQ      | [ 153 ] [ 154 ]         |
| Diana Ajdosowa | chód na 20 km              | —          | —          | —           | —           | —        | —        | 1:44:49 | 62.     | [ 155 ] [ 156 ] [ 157 ] |
| Polina Riepina | chód na 20 km              | —          | —          | —           | —           | —        | —        | DSQ     | DSQ     | [ 155 ] [ 156 ] [ 157 ] |

| Zawodniczka        | Konkurencja  | Eliminacje | Eliminacje | Finał    | Finał   | Źródło                  |
| Zawodniczka        | Konkurencja  | Rezultat   | Miejsce    | Rezultat | Miejsce | Źródło                  |
| ------------------ | ------------ | ---------- | ---------- | -------- | ------- | ----------------------- |
| Jekatierina Ektowa | trójskok     | 13,51      | 29.        | NQ       | NQ      | [ 30 ] [ 31 ] [ 32 ]    |
| Irina Ektowa       | trójskok     | 13,33      | 33.        | NQ       | NQ      | [ 30 ] [ 31 ] [ 32 ]    |
| Olga Rypakowa      | trójskok     | 14,39      | 3. Q       | 14,74    | 3.      | [ 30 ] [ 31 ] [ 32 ]    |
| Marija Tiełuszkina | rzut dyskiem | 45,33      | 32.        | NQ       | NQ      | [ 158 ] [ 159 ] [ 160 ] |

### Łucznictwo
Mężczyźni
| Zawodnik           | Konkurencja   | Runda rankingowa | Runda rankingowa | 1/32             | 1/16             | 1/8              | Ćwierćfinał      | Półfinał         | Finał/BM         | Finał/BM | Źródło                  |
| Zawodnik           | Konkurencja   | Punkty           | Rozstawienie     | Przeciwnik Wynik | Przeciwnik Wynik | Przeciwnik Wynik | Przeciwnik Wynik | Przeciwnik Wynik | Przeciwnik Wynik | Pozycja  | Źródło                  |
| ------------------ | ------------- | ---------------- | ---------------- | ---------------- | ---------------- | ---------------- | ---------------- | ---------------- | ---------------- | -------- | ----------------------- |
| Sułtan Duziełbajew | indywidualnie | 648              | 48.              | Gu W 6-4         | Nespoli P 0-6    | NQ               | NQ               | NQ               | NQ               | 17.      | [ 161 ] [ 162 ] [ 163 ] |

Kobiety
| Zawodniczka     | Konkurencja   | Runda rankingowa | Runda rankingowa | 1/32                | 1/16                | 1/8                 | Ćwierćfinał         | Półfinał            | Finał/BM            | Finał/BM | Źródło                  |
| Zawodniczka     | Konkurencja   | Punkty           | Rozstawienie     | Przeciwniczka Wynik | Przeciwniczka Wynik | Przeciwniczka Wynik | Przeciwniczka Wynik | Przeciwniczka Wynik | Przeciwniczka Wynik | Pozycja  | Źródło                  |
| --------------- | ------------- | ---------------- | ---------------- | ------------------- | ------------------- | ------------------- | ------------------- | ------------------- | ------------------- | -------- | ----------------------- |
| Łuiza Sajdijewa | indywidualnie | 625              | 36.              | Pawłowa P 0-6       | NQ                  | NQ                  | NQ                  | NQ                  | NQ                  | 33.      | [ 164 ] [ 165 ] [ 166 ] |

### Pięciobój nowoczesny
| Zawodnik          | Konkurencja | Szermierka | Szermierka | Szermierka | Pływanie | Pływanie | Pływanie | Jazda konna | Jazda konna | Jazda konna | Kombinacja: strzelanie/bieg przełajowy | Kombinacja: strzelanie/bieg przełajowy | Kombinacja: strzelanie/bieg przełajowy | Suma punktów | Pozycja | Źródło                  |
| Zawodnik          | Konkurencja | Wynik      | M.         | Punkty     | Czas     | M.       | Punkty   | Kary        | M.          | Punkty      | Czas                                   | M.                                     | Punkty                                 | Suma punktów | Pozycja | Źródło                  |
| ----------------- | ----------- | ---------- | ---------- | ---------- | -------- | -------- | -------- | ----------- | ----------- | ----------- | -------------------------------------- | -------------------------------------- | -------------------------------------- | ------------ | ------- | ----------------------- |
| Pawieł Iljaszenk  | mężczyźni   | 198-17     | 21.        | 208        | 2:06,19  | 27.      | 322      | DSQ         | =33.        | 0           | 11:29,79                               | 17.                                    | 611                                    | 1141         | 35.     | [ 167 ] [ 168 ] [ 169 ] |
| Jelena Potapienko | kobiety     | 17-18      | 20.        | 202        | 2:11,52  | 5.       | 306      | 7           | 7.          | 293         | 13:07,48                               | 22.                                    | 513                                    | 1314         | 10.     | [ 170 ] [ 171 ] [ 172 ] |

### Pływanie
Mężczyźni
| Zawodnik          | Konkurencja             | Eliminacje | Eliminacje | Półfinał | Półfinał | Finał   | Finał   | Źródło                  |
| Zawodnik          | Konkurencja             | Czas       | Miejsce    | Czas     | Miejsce  | Czas    | Miejsce | Źródło                  |
| ----------------- | ----------------------- | ---------- | ---------- | -------- | -------- | ------- | ------- | ----------------------- |
| Dmitrij Bałandin  | 100 m stylem klasycznym | 59,47      | 9. Q       | 59,45    | 8. Q     | 59,85   | 8.      | [ 173 ] [ 174 ] [ 175 ] |
| Dmitrij Bałandin  | 200 m stylem klasycznym | 2:09,00    | 6. Q       | 2:08,20  | 8. Q     | 2:07,46 | 1.      | [ 5 ] [ 6 ]             |
| Witalij Chudiakow | 10 km                   | —          | —          | —        | —        | DSQ     | DSQ     | [ 176 ] [ 177 ]         |

Kobiety
| Zawodniczka         | Konkurencja              | Eliminacje | Eliminacje | Półfinał | Półfinał | Finał | Finał   | Źródło                  |
| Zawodniczka         | Konkurencja              | Czas       | Miejsce    | Czas     | Miejsce  | Czas  | Miejsce | Źródło                  |
| ------------------- | ------------------------ | ---------- | ---------- | -------- | -------- | ----- | ------- | ----------------------- |
| Jekatierina Rudenko | 100 m stylem grzbietowym | 1:01,28    | 20.        | NQ       | NQ       | NQ    | NQ      | [ 178 ] [ 179 ] [ 180 ] |

### Pływanie synchroniczne
| Zawodniczki                            | Konkurencja | Eliminacje       | Eliminacje       | Eliminacje    | Eliminacje    | Eliminacje | Eliminacje | Finał  | Finał   | Źródło          |
| Zawodniczki                            | Konkurencja | Runda techniczna | Runda techniczna | Runda dowolna | Runda dowolna | Razem      | Razem      | Finał  | Finał   | Źródło          |
| Zawodniczki                            | Konkurencja | Punkty           | Miejsce          | Punkty        | Miejsce       | Punkty     | Miejsce    | Punkty | Miejsce | Źródło          |
| -------------------------------------- | ----------- | ---------------- | ---------------- | ------------- | ------------- | ---------- | ---------- | ------ | ------- | --------------- |
| Aleksandra Niemicz Jekatierina Niemicz | duety       | 81.4686          | 15.              | 81.400        | 15.           | 162.8686   | 15.        | NQ     | NQ      | [ 181 ] [ 182 ] |

### Podnoszenie ciężarów
Mężczyźni
| Zawodnik            | Konkurencja | Rwanie | Rwanie  | Podrzut | Podrzut | Razem  | Pozycja | Źródło                |
| Zawodnik            | Konkurencja | Wynik  | Pozycja | Wynik   | Pozycja | Razem  | Pozycja | Źródło                |
| ------------------- | ----------- | ------ | ------- | ------- | ------- | ------ | ------- | --------------------- |
| Arli Czontiej       | 56 kg       | 130 kg | 5.      | 148 kg  | 6.      | 278 kg | 4.      | [ 2 ] [ 183 ] [ 184 ] |
| Farchad Charki      | 62 kg       | 135 kg | 3.      | 170 kg  | 2.      | 305 kg | 3.      | [ 2 ] [ 26 ] [ 27 ]   |
| Nicat Rəhimov       | 77 kg       | 165 kg | 3.      | 214 kg  | 1.      | 379 kg | 1.      | [ 2 ] [ 3 ] [ 4 ]     |
| Dienis Ułanow       | 85 kg       | 175 kg | 4.      | 215 kg  | 4.      | 390 kg | 4.      | [ 2 ] [ 185 ] [ 186 ] |
| Aleksandr Zajczikow | 105 kg      | 193 kg | 3.      | 223 kg  | 3.      | 416 kg | 3.      | [ 2 ] [ 33 ] [ 34 ]   |

Kobiety
| Zawodniczka           | Konkurencja | Rwanie | Rwanie  | Podrzut | Podrzut | Razem  | Pozycja | Źródło                |
| Zawodniczka           | Konkurencja | Wynik  | Pozycja | Wynik   | Pozycja | Razem  | Pozycja | Źródło                |
| --------------------- | ----------- | ------ | ------- | ------- | ------- | ------ | ------- | --------------------- |
| Margarita Jelisiejewa | 48 kg       | 80 kg  | 9.      | 106 kg  | 4.      | 186 kg | 5.      | [ 2 ] [ 187 ] [ 188 ] |
| Karina Goriczewa      | 63 kg       | 111 kg | 2.      | 132 kg  | 3.      | 243 kg | 3.      | [ 2 ] [ 28 ] [ 29 ]   |
| Żazira Żapparkuł      | 69 kg       | 115 kg | 2.      | 144 kg  | 2.      | 259 kg | 2.      | [ 2 ] [ 13 ] [ 14 ]   |

### Strzelectwo
Mężczyźni
| Zawodnik           | Konkurencja                               | Kwalifikacje | Kwalifikacje | Finał  | Finał   | Źródło                  |
| Zawodnik           | Konkurencja                               | Punkty       | Miejsce      | Punkty | Miejsce | Źródło                  |
| ------------------ | ----------------------------------------- | ------------ | ------------ | ------ | ------- | ----------------------- |
| Władimir Isaczenko | pistolet pneumatyczny, 10 m               | 575          | 23.          | NQ     | NQ      | [ 189 ] [ 190 ] [ 191 ] |
| Władimir Isaczenko | pistolet dowolny, 50 m                    | 536          | 36.          | NQ     | NQ      | [ 192 ] [ 193 ] [ 194 ] |
| Raszyd Junusmietow | pistolet pneumatyczny, 10 m               | 567          | 40.          | NQ     | NQ      | [ 189 ] [ 190 ] [ 191 ] |
| Raszyd Junusmietow | pistolet dowolny, 50 m                    | 553          | 13.          | NQ     | NQ      | [ 192 ] [ 193 ] [ 194 ] |
| Jurij Jurkow       | karabin pneumatyczny, 10 m                | 615,3        | 44.          | NQ     | NQ      | [ 195 ] [ 196 ] [ 197 ] |
| Jurij Jurkow       | karabin małokalibrowy leżąc, 50 m         | 621,4        | 25.          | NQ     | NQ      | [ 192 ] [ 198 ] [ 199 ] |
| Jurij Jurkow       | karabin małokalibrowy, trzy postawy, 50 m | 1167         | 29.          | NQ     | NQ      | [ 200 ] [ 201 ] [ 202 ] |

Kobiety
| Zawodniczka        | Konkurencja                               | Kwalifikacje | Kwalifikacje | Półfinał | Półfinał | Finał  | Finał   | Źródło                  |
| Zawodniczka        | Konkurencja                               | Punkty       | Miejsce      | Punkty   | Miejsce  | Punkty | Miejsce | Źródło                  |
| ------------------ | ----------------------------------------- | ------------ | ------------ | -------- | -------- | ------ | ------- | ----------------------- |
| Jelizawieta Korol  | karabin pneumatyczny, 10 m                | 410,6        | 37.          | n\a      | n\a      | NQ     | NQ      | [ 203 ] [ 204 ] [ 205 ] |
| Jelizawieta Korol  | karabin małokalibrowy, trzy postawy, 50 m | 575          | 26.          | n\a      | n\a      | NQ     | NQ      | [ 206 ] [ 207 ] [ 208 ] |
| Marija Dmitrijenko | trap                                      | 66           | 8.           | NQ       | NQ       | NQ     | NQ      | [ 209 ] [ 210 ] [ 211 ] |

### Szermierka
Mężczyźni
| Zawodnik       | Konkurencja          | 1/16             | 1/8              | Ćwierćfinał      | Półfinał         | Finał/BM         | Finał/BM | Źródło                  |
| Zawodnik       | Konkurencja          | Przeciwnik Wynik | Przeciwnik Wynik | Przeciwnik Wynik | Przeciwnik Wynik | Przeciwnik Wynik | Pozycja  | Źródło                  |
| -------------- | -------------------- | ---------------- | ---------------- | ---------------- | ---------------- | ---------------- | -------- | ----------------------- |
| Ilja Mokriecow | szabla indywidualnie | Homer P 11-15    | NQ               | NQ               | NQ               | NQ               | NQ       | [ 212 ] [ 213 ] [ 214 ] |

### Taekwondo
Mężczyźni
| Zawodnik       | Konkurencja | 1/16             | Ćwierćfinał      | Półfinał         | Repasaż          | Finał/BM         | Finał/BM | Źródło                  |
| Zawodnik       | Konkurencja | Przeciwnik Wynik | Przeciwnik Wynik | Przeciwnik Wynik | Przeciwnik Wynik | Przeciwnik Wynik | Pozycja  | Źródło                  |
| -------------- | ----------- | ---------------- | ---------------- | ---------------- | ---------------- | ---------------- | -------- | ----------------------- |
| Rusłan Żaparow | + 80 kg     | Isajew P 2-11    | NQ               | NQ               | Cha D-m P 8-15   | NQ               | 7.       | [ 215 ] [ 216 ] [ 217 ] |

Kobiety
| Zawodniczka          | Konkurencja | 1/16                | Ćwierćfinał         | Półfinał            | Repasaż             | Finał/BM            | Finał/BM | Źródło                  |
| Zawodniczka          | Konkurencja | Przeciwniczka Wynik | Przeciwniczka Wynik | Przeciwniczka Wynik | Przeciwniczka Wynik | Przeciwniczka Wynik | Pozycja  | Źródło                  |
| -------------------- | ----------- | ------------------- | ------------------- | ------------------- | ------------------- | ------------------- | -------- | ----------------------- |
| Ajnur Jesbiergienowa | - 49 kg     | Zaninović P 7-18    | NQ                  | NQ                  | NQ                  | NQ                  | NQ       | [ 218 ] [ 219 ] [ 220 ] |
| Cansel Deniz         | - 67 kg     | Chuang C-c P 2-16   | NQ                  | NQ                  | NQ                  | NQ                  | NQ       | [ 221 ] [ 222 ] [ 223 ] |

### Tenis stołowy
Mężczyźni
| Zawodnik             | Konkurencja | Eliminacje       | Runda 1          | Runda 2          | Runda 3          | Runda 4          | Ćwierćfinały     | Półfinały        | Finał/BM         | Finał/BM | Źródło                  |
| Zawodnik             | Konkurencja | Przeciwnik Wynik | Przeciwnik Wynik | Przeciwnik Wynik | Przeciwnik Wynik | Przeciwnik Wynik | Przeciwnik Wynik | Przeciwnik Wynik | Przeciwnik Wynik | Pozycja  | Źródło                  |
| -------------------- | ----------- | ---------------- | ---------------- | ---------------- | ---------------- | ---------------- | ---------------- | ---------------- | ---------------- | -------- | ----------------------- |
| Kiriłł Gierasimienko | singel      | BYE              | Pattantyús P 1-4 | NQ               | NQ               | NQ               | NQ               | NQ               | NQ               | NQ       | [ 224 ] [ 225 ] [ 226 ] |

### Tenis ziemny
Kobiety
| Zawodniczka                            | Konkurencja    | 1/32                | 1/16                           | 1/8                 | Ćwierćfinał         | Półfinał            | Finał/BM            | Finał/BM | Źródło                  |
| Zawodniczka                            | Konkurencja    | Przeciwniczka Wynik | Przeciwniczka Wynik            | Przeciwniczka Wynik | Przeciwniczka Wynik | Przeciwniczka Wynik | Przeciwniczka Wynik | Pozycja  | Źródło                  |
| -------------------------------------- | -------------- | ------------------- | ------------------------------ | ------------------- | ------------------- | ------------------- | ------------------- | -------- | ----------------------- |
| Jarosława Szwiedowa                    | gra pojedyncza | Doi P 3:6, 4:6      | NQ                             | NQ                  | NQ                  | NQ                  | NQ                  | NQ       | [ 227 ] [ 228 ] [ 229 ] |
| Galina Woskobojewa                     | gra pojedyncza | WD                  | WD                             | WD                  | WD                  | WD                  | WD                  | WD       | [ 227 ] [ 228 ] [ 229 ] |
| Jarosława Szwiedowa Galina Woskobojewa | gra podwójna   | n\a                 | Flipkens Wickmayer P 1:6, 0:1k | NQ                  | NQ                  | NQ                  | NQ                  | NQ       | [ 230 ] [ 231 ] [ 232 ] |

### Wioślarstwo
Mężczyźni
| Zawodnik               | Konkurencja | Eliminacje | Eliminacje | Ćwierćfinał | Ćwierćfinał | Repasaże | Repasaże | Półfinał | Półfinał | Finał   | Finał   | Pozycja | Źródło                  |
| Zawodnik               | Konkurencja | Czas       | Miejsce    | Czas        | Miejsce     | Czas     | Miejsce  | Czas     | Miejsce  | Czas    | Miejsce | Pozycja | Źródło                  |
| ---------------------- | ----------- | ---------- | ---------- | ----------- | ----------- | -------- | -------- | -------- | -------- | ------- | ------- | ------- | ----------------------- |
| Swietłana Giermanowicz | jedynka     | 7:38,65    | 5. R       | 12:04,17    | 5. S E/F    | BYE      | BYE      | 11:45,22 | 4. FF    | 7:21,61 | 1.      | 31.     | [ 233 ] [ 234 ] [ 235 ] |

Kobiety
| Zawodniczka        | Konkurencja | Eliminacje | Eliminacje | Ćwierćfinał | Ćwierćfinał | Repasaże | Repasaże | Półfinał | Półfinał | Finał   | Finał   | Pozycja | Źródło                  |
| Zawodniczka        | Konkurencja | Czas       | Miejsce    | Czas        | Miejsce     | Czas     | Miejsce  | Czas     | Miejsce  | Czas    | Miejsce | Pozycja | Źródło                  |
| ------------------ | ----------- | ---------- | ---------- | ----------- | ----------- | -------- | -------- | -------- | -------- | ------- | ------- | ------- | ----------------------- |
| Władisław Jakowlew | jedynka     | 9:34,15    | 5. R       | 8:00,42     | 3. S E/F    | BYE      | BYE      | 8:29,11  | 1. FE    | 8:38,25 | 2.      | 26.     | [ 236 ] [ 237 ] [ 238 ] |

### Zapasy
Mężczyźni
Styl wolny
| Zawodnik            | Konkurencja | Eliminacje       | 1/8                   | Ćwierćfinał      | Półfinał         | Repasaż 1        | Repasaż 2        | Finał/BM         | Finał/BM | Źródło                  |
| Zawodnik            | Konkurencja | Przeciwnik Wynik | Przeciwnik Wynik      | Przeciwnik Wynik | Przeciwnik Wynik | Przeciwnik Wynik | Przeciwnik Wynik | Przeciwnik Wynik | Miejsce  | Źródło                  |
| ------------------- | ----------- | ---------------- | --------------------- | ---------------- | ---------------- | ---------------- | ---------------- | ---------------- | -------- | ----------------------- |
| Artas Sanaa         | - 57 kg     | BYE              | Chinczegaszwili P 3-4 | NQ               | NQ               | NQ               | NQ               | NQ               | 12.      | [ 239 ] [ 240 ] [ 241 ] |
| Gałymżan Usierbajew | - 74 kg     | Nedealco W 13-2  | López W 8-7           | Takatani W 4-3   | Jazdani P 0-10   | BYE              | BYE              | Demirtaş P 0-6   | 5.       | [ 242 ] [ 243 ] [ 244 ] |
| Asłan Kachidze      | - 86 kg     | Magomiedow P 1-3 | NQ                    | NQ               | NQ               | NQ               | NQ               | NQ               | 12.      | [ 245 ] [ 246 ] [ 247 ] |
| Mamied Ibragimow    | - 97 kg     | BYE              | Díaz W 11-0           | Odikadze P 1-6   | NQ               | NQ               | NQ               | NQ               | 8.       | [ 248 ] [ 249 ] [ 250 ] |
| Däulet Szabanbaj    | - 125 kg    | BYE              | Saidow P 0-7          | NQ               | NQ               | NQ               | NQ               | NQ               | 17.      | [ 251 ] [ 252 ] [ 253 ] |

Styl klasyczny
| Zawodnik            | Konkurencja | 1/16               | 1/8              | Ćwierćfinał      | Półfinał         | Repesaż 1        | Repesaż 2        | Finał/BM         | Finał/BM | Źródło                  |
| Zawodnik            | Konkurencja | Przeciwnik Wynik   | Przeciwnik Wynik | Przeciwnik Wynik | Przeciwnik Wynik | Przeciwnik Wynik | Przeciwnik Wynik | Przeciwnik Wynik | Pozycja  | Źródło                  |
| ------------------- | ----------- | ------------------ | ---------------- | ---------------- | ---------------- | ---------------- | ---------------- | ---------------- | -------- | ----------------------- |
| Ałmat Kiebispajew   | - 59 kg     | Łabazanow W 4-0    | Ōta P 0-6        | NQ               | NQ               | Surijan W 7-6    | Berge P 0-2      | NQ               | 7.       | [ 254 ] [ 255 ] [ 256 ] |
| Dosżan Kartykow     | - 75 kg     | Datunaszwili W 2-0 | Mürsəliyev P 1-5 | NQ               | NQ               | NQ               | NQ               | NQ               | 10.      | [ 257 ] [ 258 ] [ 259 ] |
| Nurmachan Tinalijew | - 130 kg    | BYE                | Popp P 1-3       | NQ               | NQ               | NQ               | NQ               | NQ               | 14.      | [ 260 ] [ 261 ] [ 262 ] |

Kobiety
| Zawodniczka           | Konkurencja | Eliminacje          | 1/8                 | Ćwierćfinał         | Półfinał            | Repasaż 1           | Repasaż 2           | Finał/BM            | Finał/BM | Źródło                  |
| Zawodniczka           | Konkurencja | Przeciwniczka Wynik | Przeciwniczka Wynik | Przeciwniczka Wynik | Przeciwniczka Wynik | Przeciwniczka Wynik | Przeciwniczka Wynik | Przeciwniczka Wynik | Miejsce  | Źródło                  |
| --------------------- | ----------- | ------------------- | ------------------- | ------------------- | ------------------- | ------------------- | ------------------- | ------------------- | -------- | ----------------------- |
| Żułdyz Eszymowa       | - 48 kg     | BYE                 | Tōsaka P 0-6        | NQ                  | NQ                  | —                   | Augello W 3-2       | Sun P 0-10          | 5.       | [ 263 ] [ 264 ] [ 265 ] |
| Jekatierina Łarionowa | - 63 kg     | BYE                 | Mamaszuk P 2-8      | NQ                  | NQ                  | —                   | Johansson W 4-1     | Pirozhkova W 4-3    | 3.       | [ 38 ] [ 39 ] [ 40 ]    |
| Elmira Syzdykowa      | - 69 kg     | BYE                 | Worobjowa P 1-4     | NQ                  | NQ                  | BYE                 | Nasanburmaa W 3-2   | Jusuf W 7-4         | 3.       | [ 35 ] [ 36 ] [ 37 ]    |
| Giuzel Maniurowa      | - 75 kg     | BYE                 | Németh W 4-1        | Ali W 3-1           | Bukina W 5-0        | —                   | BYE                 | Wiebe P 0-3         | 2.       | [ 21 ] [ 22 ] [ 23 ]    |